# Brama Lewińska w Grodkowie

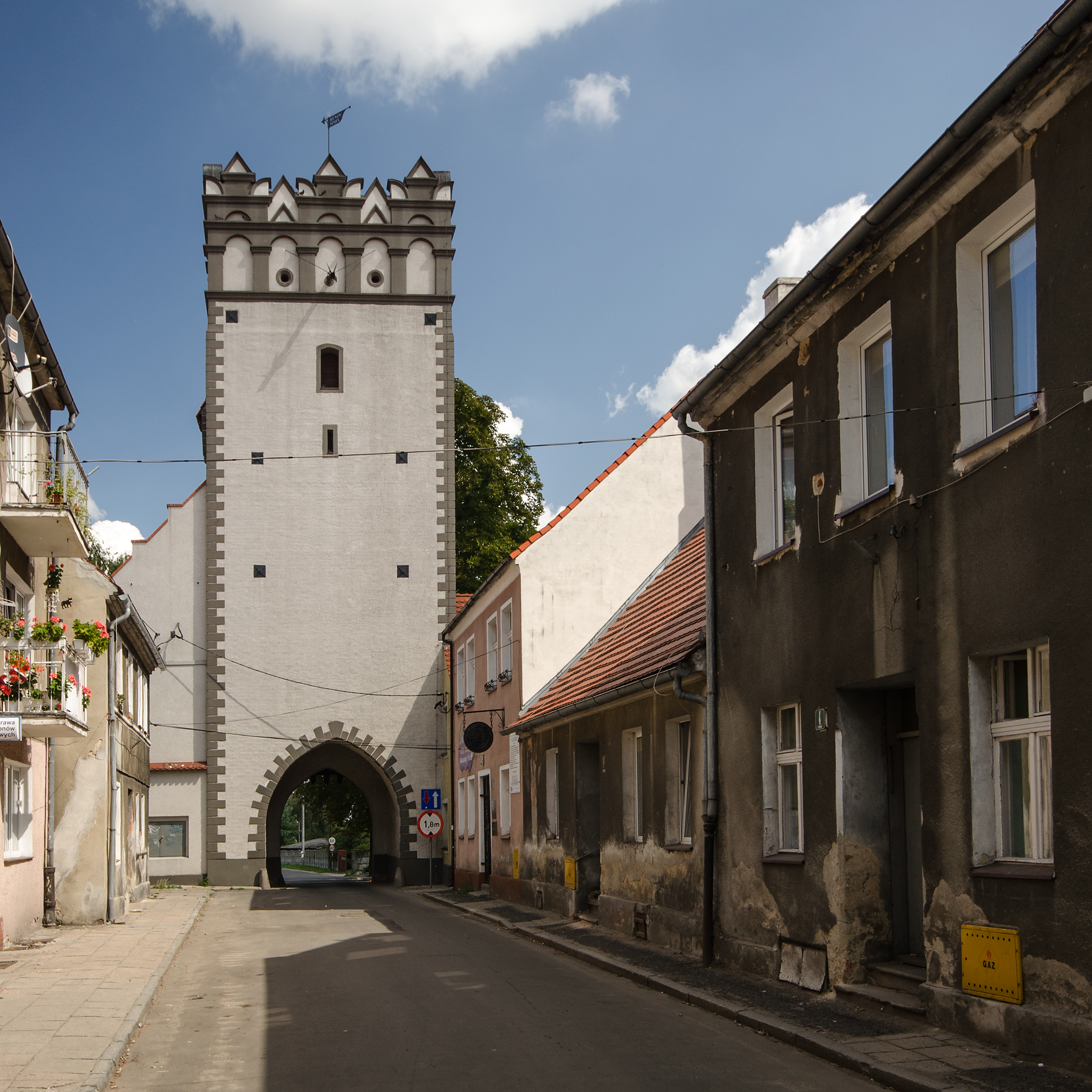
Brama Lewińska (po renowacji)

Brama Lewińska – brama miejska znajdująca się Grodkowie, w powiecie brzeskim, w woj. opolskim.
Budowla wchodząca w skład zespołu murów obronnych wpisany został do rejestru zabytków nieruchomych województwa opolskiego.
Brama znajduje się we wschodniej części miasta, przy ul. Józefa Elsnera, wzniesiona z cegły o układzie polskim, otynkowana z zamkniętym przejazdem, pochodzi prawdopodobnie z pierwszej połowy XIV wieku, podwyższona ok. 1600. Okienka strzelnicze były umiejscowione na wschodniej i zachodniej ścianie bramy (nad wjazdem). Wieża zwieńczona jest renesansową attyką.
Odnawiana w 1866 roku, na początku XX wieku i w 2009 roku.
W budynku nr 8 obok Bramy Lewińskiej 1 czerwca 1769 urodził się Józef Elsner, nauczyciel Fryderyka Chopina.